# Naoko
Naoko  è un nome proprio di persona giapponese femminile.

## Origine e diffusione
Il nome, scritto in giapponese 直子, è composto dai kanji 直 (nao, "onesto", "corretto") e 子 (ko, "bambino", "figlio"). Quest'ultimo è un kanji molto usato nell'onomastica giapponese, ritrovandosi anche in nomi quali Keiko, Chiyoko, Ayako, Aiko, Fujiko, Akiko, Yōko, Tamiko, Sachiko e Reiko

## Onomastico
Naoko è un nome adespota, in quanto non esistono sante chiamate così. L'onomastico si festeggia dunque il 1º novembre, giorno di Ognissanti.

## Persone
- Naoko Imoto, nuotatrice giapponese

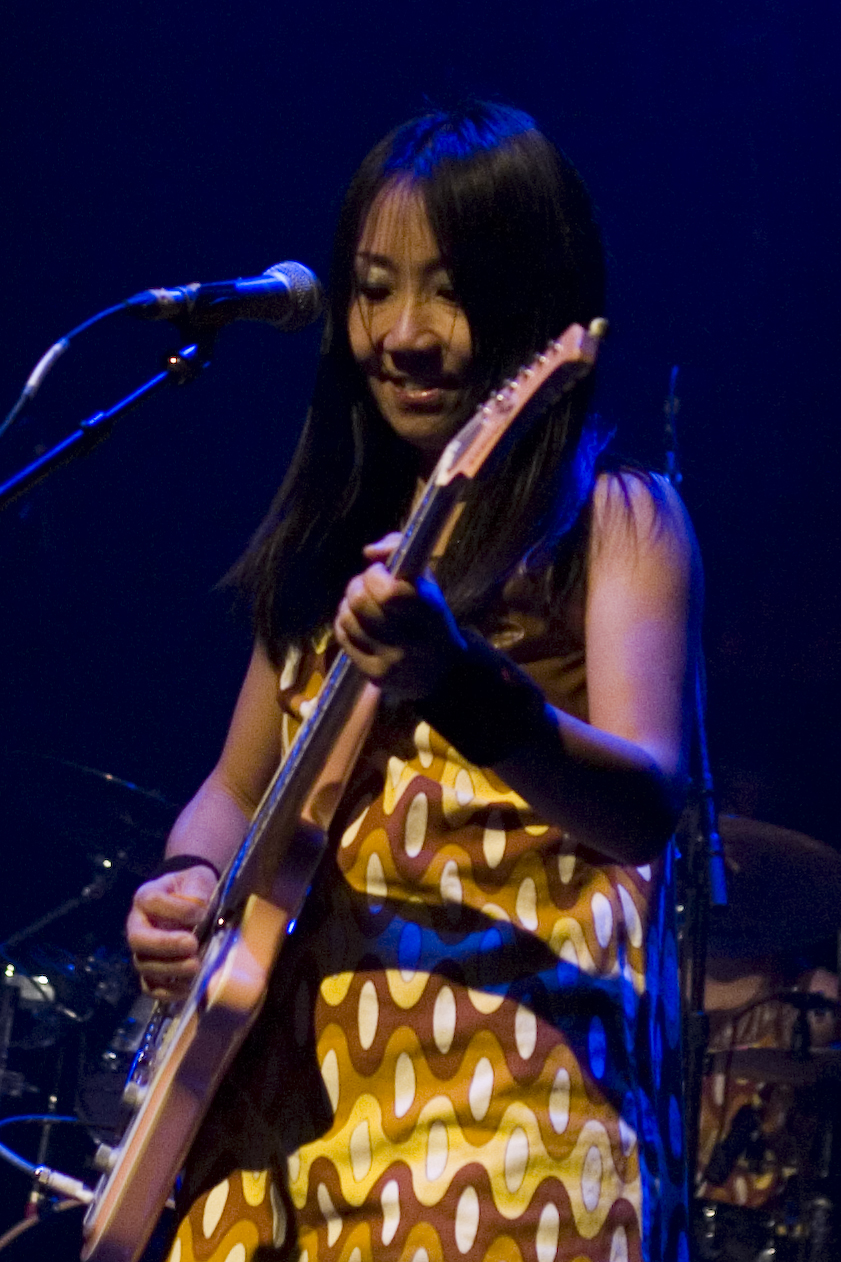
Naoko Yamano

- Naoko Matsui, doppiatrice giapponese
- Naoko Mori, attrice giapponese
- Naoko Takahashi, atleta giapponese
- Naoko Takeuchi, fumettista giapponese
- Naoko Watanabe, doppiatrice giapponese
- Naoko Yamano, cantante e musicista giapponese
- Naoko Yamazaki, astronauta e ingegnere giapponese
- Naoko Yoshino, arpista giapponese

## Il nome nelle arti
- Naoko è un personaggio del romanzo di Haruki Murakami Norwegian Wood, e dell'omonimo film del 2010 da esso tratto, diretto da Tran Anh Hung.
- Naoko Akagi è un personaggio della serie anime Neon Genesis Evangelion.
- Naoko Moritaka è un personaggio della serie manga Great Teacher Onizuka.
- Naoko Yanagisawa è un personaggio della serie manga e anime Card Captor Sakura.